# Geronimo de Apache
Geronimo de Apache is het zesentwintigste deel uit de stripreeks Blueberry van Jean-Michel Charlier (scenario) en Jean Giraud (tekeningen). Het album verscheen in 1999 bij uitgeverij Dargaud. Bij uitgeverij Sherpa verscheen een luxe hardcover editie in zwart/wit. Mister Blueberry werd in 2019 samen met de delen Arizona love, Mister Blueberry en Schaduw over Tombstone integraal uitgegeven door Dargaud.

## Inhoud
Clum, de eigenaar van de Tombstone Epitaph, wordt ontvoerd door de Apachen. Geronimo, de hoofdman vraagt hem om te onderhandelen over de overgave van zijn stam aan het leger en ontkent dat hij achter de aanval zat op het konvooi van de zilvermijn. 
In Tombstone - tijdens een pokerspel dat door Billy wordt gewonnen - worden de vermoedens van Wyatt Earp bevestigd dat de aanval op het konvooi niet het werk kan zijn geweest van de indianen. Op zijn hotelkamer vertelt Blueberry, nog steeds herstellende van zijn verwondingen, Campbell de rest van zijn verhaal dat zich afspeelde acht maanden na het einde van de burgeroorlog. Nadat hij door Geronimo in een gevecht werd verslagen, werd hij gespaard omdat deze een visioen had waarin Blueberry een belangrijke rol zou gaan spelen. Daarna werden de Apachen verrast door de mannen van kapitein Noonan. De gewonde indianen werden afgemaakt, de rest gevangen, waaronder Geronimo. 's Avonds, aangekomen bij fort Mescalero, viel luitenant Blueberry de sergeant aan die de gewonden had afgemaakt en sloeg kapitein Noonan. Hij werd gearresteerd en bij de indiaanse gevangenen opgesloten.

## Hoofdpersonen
- Blueberry, ex-cavalerieluitenant
- John Cambell, journalist uit Boston,
- Billy Parker, hulpje van Cambell,
- Tom Dorsey, directeur van de Tombstone Epitaph
- Jonas Clum, eigenaar van de Tombstone Epitaph,
- mr. Strawfield, directeur van de zilvermijnen,
- Dorée Malone, zangeres,
- Wyatt Earp, sheriff van Tombstone,
- Virgil Earp, broer van Wyatt Earp,
- Doc Holliday,
- Geronimo, opperhoofd van de Apachen.